# محرك عرائس

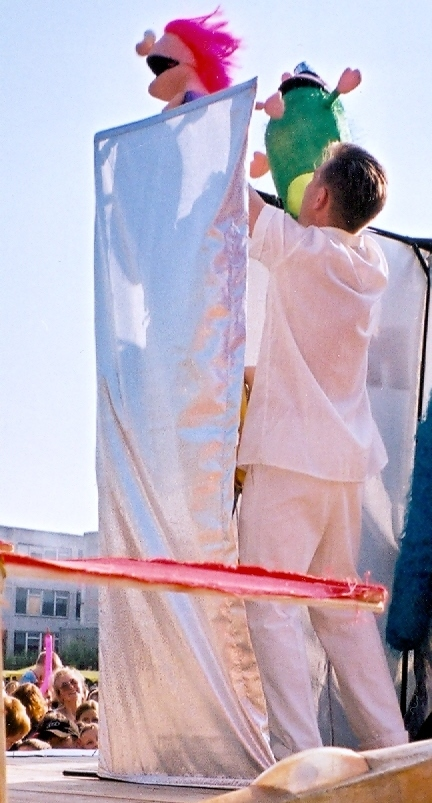
محرك عرائس

محرك عرائس هو الشخص الذي يحرك الدمى المتحركة ويقوم بأداء صوتها. ويتم حجبه أمام العامة وعرضه للأطفال لغرض الفكاهة، أو نوع آخر يتم تحريكه عن طريق الخيوط.